# Melanagromyza urticella
Melanagromyza urticella este o specie de muște din genul Melanagromyza, familia Agromyzidae, descrisă de Spencer în anul 1981.
Este endemică în California. Conform Catalogue of Life specia Melanagromyza urticella nu are subspecii cunoscute.